# Якоб Пельтль
Якоб Пельтль  (нім. Jakob Pöltl, нар. 15 жовтня 1995, Відень, Австрія) — австрійський професіональний баскетболіст, центровий команди НБА «Сан-Антоніо Сперс».

## Ігрова кар'єра
Починав грати в баскетбол 2013 року на батьківщині виступами за команду «Трайскірхен Лайонс», за яку відіграв один сезон. 2014 року приєднався до баскетбольної команди Університету Юти, за яку виступав два роки. На другому курсі став найкращим баскетболістом конференції Pac-12, а також був включений до другої символічної збірної NCAA.
2016 року був обраний у першому раунді драфту НБА під загальним 9-м номером командою «Торонто Репторз», ставши першим австрійцем в історії, якого задрафтувала команда НБА. Дебютував у лізі у матчі-відкритті з «Детройт Пістонс». Протягом свого дебютного сезону багато часу проводив у фарм-клубі «Торонто» в Лізі розвитку «Репторз 905».
1 грудня 2017 року провів найрезультативніший матч у кар'єрі, набравши 18 очок у грі з «Індіаною».
18 липня 2018 року разом з Демаром Дерозаном та майбутнім драфт-піком 2019 року був обміняний до «Сан-Антоніо Сперс» на Кавая Леонарда та Денні Гріна. 4 грудня в матчі проти «Юта Джаз» набрав 20 очок, що стало його особистим рекордом.
17 березня 2021 року в матчі проти «Чикаго Буллз» набрав 20 очок і рекордні для себе 16 підбирань.

## Статистика виступів в НБА

### Регулярний сезон
| Сезон             | Команда             | GP  | GS  | MPG  | FG%  | 3P%   | FT%  | RPG | APG | SPG | BPG | PPG  |
| ----------------- | ------------------- | --- | --- | ---- | ---- | ----- | ---- | --- | --- | --- | --- | ---- |
| 2016–17           | «Торонто Репторз»   | 54  | 4   | 11.6 | .583 | .000  | .544 | 3.1 | .2  | .3  | .4  | 3.1  |
| 2017–18           | «Торонто Репторз»   | 82  | 0   | 18.6 | .659 | .500  | .594 | 4.8 | .7  | .5  | 1.2 | 6.9  |
| 2018–19           | «Сан-Антоніо Сперс» | 77  | 24  | 16.5 | .645 | –     | .533 | 5.3 | 1.2 | .4  | .9  | 5.5  |
| 2019–20           | «Сан-Антоніо Сперс» | 66  | 18  | 17.7 | .624 | –     | .465 | 5.7 | 1.8 | .6  | 1.4 | 5.6  |
| 2020–21           | «Сан-Антоніо Сперс» | 69  | 51  | 26.7 | .616 | —     | .508 | 7.9 | 1.9 | .7  | 1.8 | 8.6  |
| 2021–22           | «Сан-Антоніо Сперс» | 68  | 67  | 29.0 | .618 | 1.000 | .495 | 9.3 | 2.8 | .7  | 1.7 | 13.5 |
| Усього за кар'єру | Усього за кар'єру   | 416 | 164 | 20.2 | .628 | .667  | .518 | 6.1 | 1.4 | .5  | 1.3 | 7.3  |

### Плей-оф
| Сезон             | Команда             | GP | GS | MPG  | FG%  | 3P%  | FT%  | RPG | APG | SPG | BPG | PPG |
| ----------------- | ------------------- | -- | -- | ---- | ---- | ---- | ---- | --- | --- | --- | --- | --- |
| 2017              | «Торонто Репторз»   | 6  | 0  | 4.3  | .455 | .000 | .000 | 2.0 | .0  | .2  | .2  | 1.7 |
| 2018              | «Торонто Репторз»   | 9  | 0  | 15.6 | .548 | .000 | .789 | 4.0 | .7  | .3  | .4  | 5.4 |
| 2019              | «Сан-Антоніо Сперс» | 7  | 7  | 25.3 | .638 | .000 | .556 | 7.7 | 1.7 | .3  | .7  | 7.3 |
| Усього за кар'єру | Усього за кар'єру   | 22 | 7  | 15.6 | .577 | .000 | .667 | 4.6 | .8  | .3  | .5  | 5.0 |